# DB-Baureihe 711.1
Als Baureihe 711.1 bezeichnet die Deutsche Bahn Instandhaltungsfahrzeuge für Oberleitungsanlagen (IFO), die insbesondere für den Einsatz auf Schnellfahrstrecken beschafft wurden. Die Triebwagen erreichen eine höhere Geschwindigkeit als die Vorgängerbauart 711.0 und werden bei der Unterhaltung und Entstörung von Fahrleitungsanlagen, Brücken, Tunneln und Signalen eingesetzt. Wegen mehrerer Brände erlangte diese Baureihe öffentliche Bekanntheit.

## Beschaffung
Zwischen 2002 und 2004 wurden von der Gleisbaumechanik Brandenburg insgesamt 23 Wagen hergestellt. Das Vorserienfahrzeug mit der Nummer 711 101 wurde nicht von der DB Netz AG übernommen, weil es zu schwer ausgefallen war. Der heutige Würzburger Triebwagen erhielt später dessen Nummer.

## Aufbau und Innenraum
Der Wagenkasten ist in drei Teile gegliedert. An den beiden Enden befinden sich die Kopfsegmente mit den Führerständen, diese sind Zulieferteile der Fahrzeugtechnik Dessau und entsprechen in der Form denen der Modus-Wagen von DB Regio. Zwischen den Kopfsegmenten ist der Wagenkasten mit einer Werkstatt, einem Lagerraum, einer Nasszelle und einem Sozialraum mit einem Arbeitsplatz ausgestattet. Die Werkstatt beinhaltet alle gebräuchlichen Ersatzteile und Werkzeuge zur Instandhaltung und Reparatur an Oberleitungsanlagen, im Werkstattbereich befindet sich dann auch die Nasszelle mit Waschmöglichkeit und Toilette. Die Toilette ist mit einem Bioreaktor ausgerüstet, welcher das Abwasser reinigt und nur noch heißes Wasser an die Umwelt gelangen lässt – der Feststoffbehälter muss nur zur planmäßigen Instandhaltung in einem Ausbesserungswerk entleert werden.
Es folgt der Videoarbeitsplatz mit Monitor zur Beobachtung der Fahrdrahtlage per Kameras, einem Faxgerät und einem Bedienfeld zum Schwenken der Kamera und des Dachscheinwerfers. Gegenüber dem Videoarbeitsplatz befindet sich eine kleine Küchenzeile mit Mikrowelle, Wasserkocher, Kaffeemaschine, Schränken, Trinkwasserbehälter und einem Abwaschbecken.
Vorbei an der Hydraulik für die freischwenkbare Hubarbeitsbühne gelangt man in den Aufenthaltsraum mit Radio, Sitzgelegenheiten, einem Tisch und Trockenschränken für Kleidungsstücke, hieran schließt durch eine Tür abgetrennt der zweite Führerstand an.

## Dachausrüstung
Auf dem Dach sind zwei Hubarbeitsbühnen vorhanden, eine als freischwenkbare (Palfinger PA 360) und eine als nur in der horizontalen Richtung zu bewegende (Palfinger PA 90), beide können gekuppelt und somit die Nutzfläche vergrößert werden. Es wurden auf dem Dach außerdem ein Seildrücker, ein Stromabnehmer mit einstellbarer Anpresskraft, Videoüberwachung sowie diverse Beleuchtungskörper installiert. Die freischwenkbare Hubarbeitsbühne PA 360 hat einen Arbeitskorb mit einer Grundfläche von 1500 × 1600 mm und kann 18,5 m über und etwa 10 m unter Schienenoberkante erreichen. Die Hubarbeitsbühne PA 90 besitzt die Abmessungen 3500 × 1600 mm, erreicht 6 m über Schienenoberkante und kann zu beiden Seiten um 90 Grad gedreht werden.

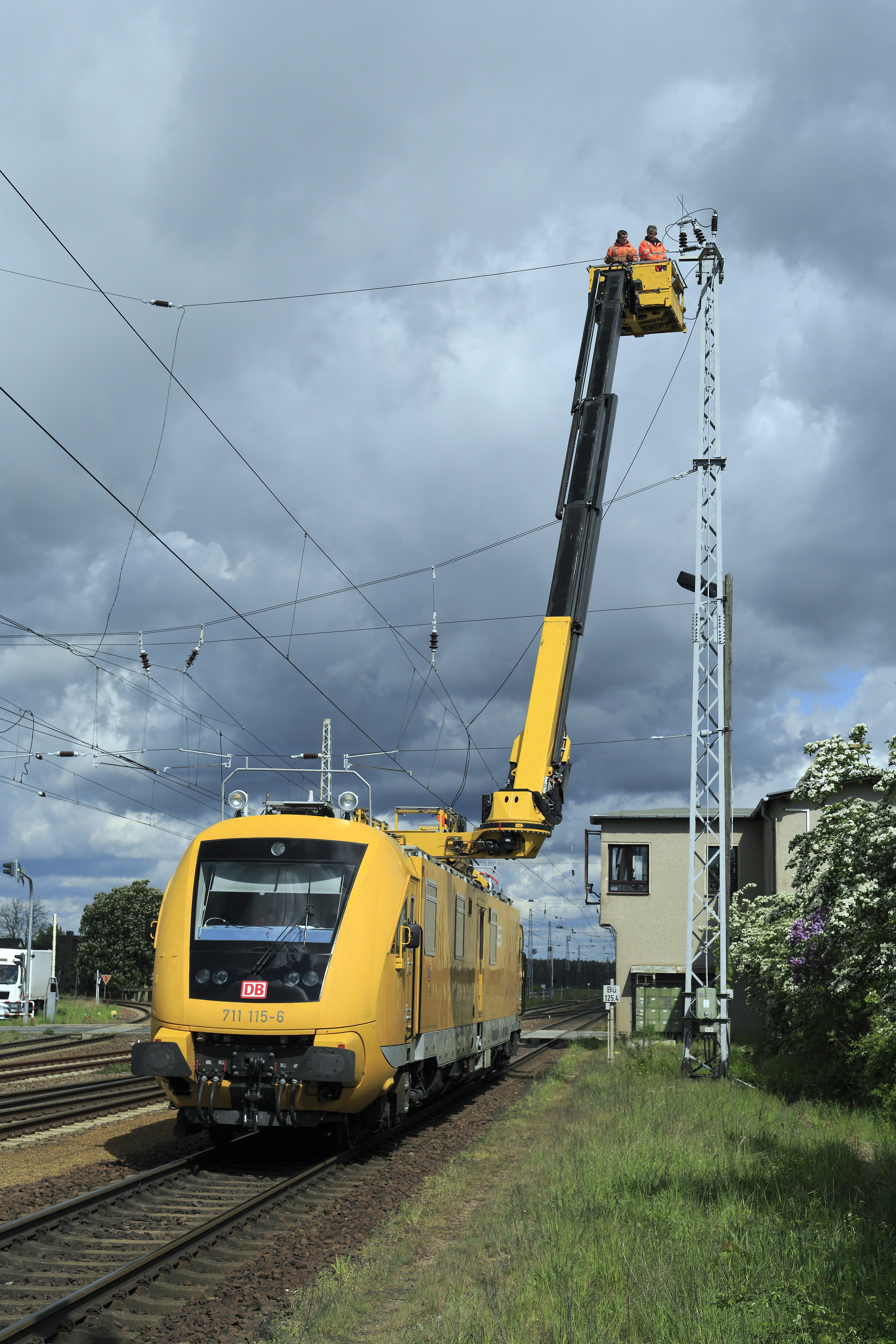
Hubarbeitsbühne nach oben ausgefahren
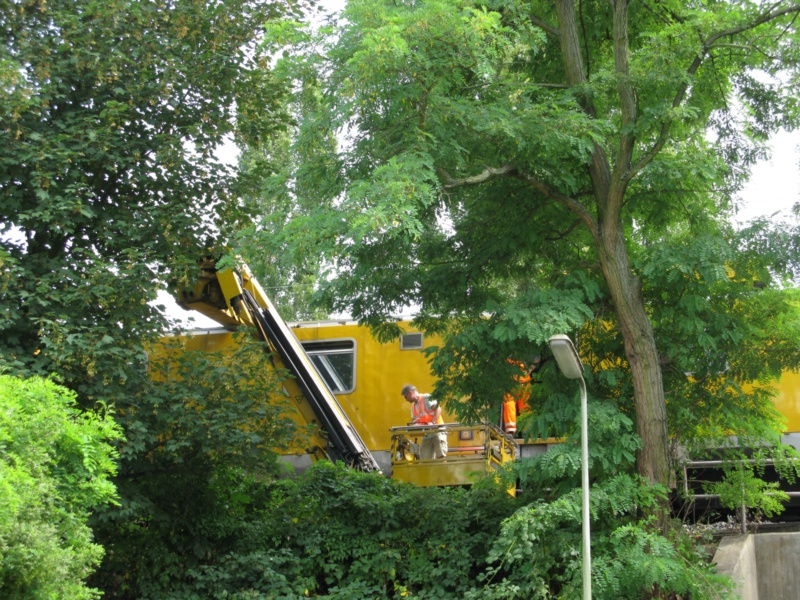
Hubarbeitsbühne ausgefahren auf Gleishöhe

Beide Bühnen können über eine Gegengleissperre gesichert werden, um nicht aus Versehen in den lichten Raum des Nebengleises zu drehen.

## Antrieb und Bremsen

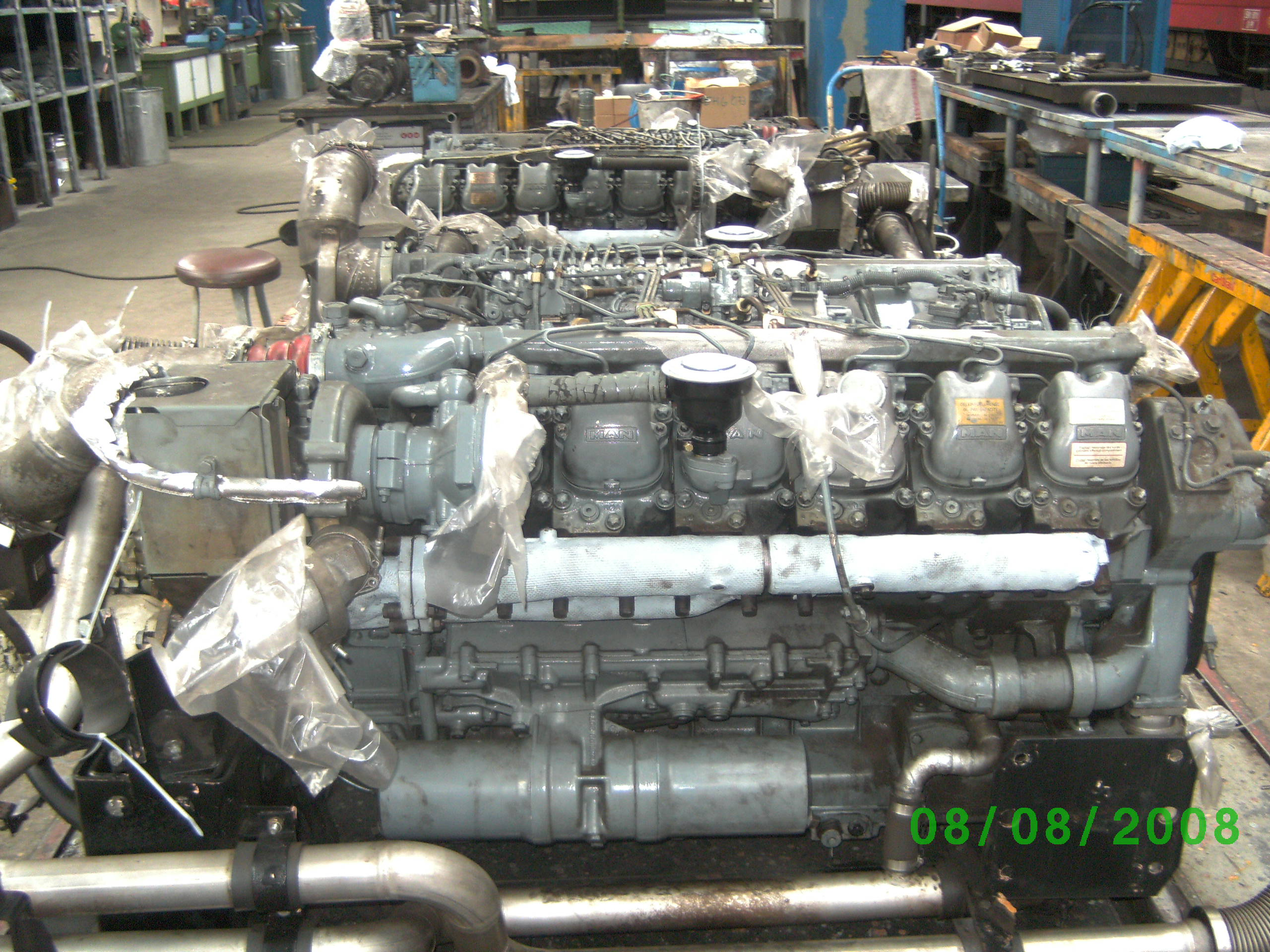
Dieselmotor des 711 118 im Ausbesserungswerk Wittenberge (WWX)

Die Triebwagen sind mit zwei Dieselmotoren D 2842 LE 602 von MAN für die Streckenfahrt ausgerüstet. Diese Motoren erzeugen aus 21,93 Liter Hubraum 588 Kilowatt (800 PS) bei 2100 Umdrehungen pro Minute, sie werden in einer leistungsgesteigerten Version auch als Bootsmotoren verwendet.
Für die Arbeitsfahrt ist ein weiterer MAN-Motor vom Typ D 0826LOH 19 eingebaut, dieser leistet aus 6,87 Liter Hubraum 130 kW (177 PS). Zur Reduzierung der Abgasbelastung des Personals während der Arbeit in Tunneln erhielt er zusätzlich einen Rußpartikelfilter.
Außerdem ist noch ein Bordstromaggregat vorhanden, das die Stromversorgung der gesamten elektrischen Anlage bei abgestelltem Dieselmotor sicherstellt. Es ist vollgekapselt und durch eine eigene Batterie und 24-Volt-Lichtmaschine praktisch unabhängig vom 24-Volt-Fahrzeugnetz und kann somit auch bei entladenen Hauptbatterien gestartet werden.
Alle Triebwagen der Baureihe 711.1 verfügen über eine mehrlösige Scheibenbremse, diese wirkt auf jeweils zwei Bremsscheiben pro Radsatz und arbeitet im Normalfall als elektropneumatische Bremse, zudem ist an jedem Getriebe ein Retarder (Strömungsbremse) angebaut, und zusätzlich ist für Schnell- bzw. Not- und Zwangsbremsungen noch eine Magnetschienenbremse vorhanden. Alle Bremssysteme werden im normalen Betrieb über den Fahr-/Bremshebel und einem Bremssteuergerät gesteuert. So werden generell bevorzugt die Retarder eingesteuert und erst mit der Abnahme ihrer Bremskraft wird die pneumatische Ergänzungsbremse zugeregelt. Für den „HL-Notbetrieb“ ist aber auch auf jedem Führerpult ein Führerbremsventil vorhanden, dessen Griff allerdings normalerweise nicht aufgesteckt ist. Beim Notbetrieb wirkt nur die Druckluftscheibenbremse ohne ep-Steuerung.

## Laufwerk
Die Triebwagen verfügen über zwei Drehgestelle der Bauart GPH 200. Diese entsprechen weitestgehend den GP-200-Drehgestellen von Reisezugwagen, allerdings wurden sie an die Gegebenheiten eines Dieseltriebwagens angepasst und zusätzlich mit einer Federblockierung ausgerüstet: Damit das Drehgestell beim seitlichen Ausschwenken der Arbeitsbühnen nicht unzulässig einseitig einfedert und damit die Kippgefahr erhöht, wird die Primärfederung der Drehgestelle durch Blockierzylinder unwirksam gemacht. In blockiertem Zustand ist weiterhin eine Arbeitsfahrt mit bis zu 10 km/h möglich.

## Elektrische Ausrüstung
Die Fahrzeuge besitzen eine komplexe elektrische Ausrüstung, die über eine Speicherprogrammierbare Steuerung (SP-Steuerung) so gut wie alle Fahrzeugfunktionen überwacht und ausführt. Auf diese Art wird eine Fehlbedienung weitestgehend ausgeschlossen, sicherheitsrelevante Einstellungen werden zuverlässig eingehalten. So ist es zum Beispiel durch die SP-Steuerung nicht möglich, mit eingelegter Federblockierung schneller als 10 km/h zu fahren. Wenn sich ein Dachgerät wie Arbeitsbühne oder Seildrücker nicht in Transportstellung befindet, ist es nicht möglich in die Streckenfahrt überzugehen. Außerdem kann ein „Einmotorbetrieb“ genutzt werden, bei dem die Wahl zwischen Dieselmotor 1 oder 2 besteht oder der Motor mit den wenigsten Betriebsstunden genutzt wird. Auch die Außenbeleuchtung (Dreilicht-Spitzensignal und Arbeitsfeldbeleuchtung) werden per SP-Steuerung gesteuert.
Obligatorisch ist die Ausrüstung mit einer Punktförmigen Zugbeeinflussung der Bauart Siemens I 60R in der Softwareversion PZB 90 V2.01 (werkseitig war V1.6 installiert). Es gibt zwei Zeit/Zeit-Sicherheitsfahrschaltungen, eine softwarebasierende für die Arbeitsfahrt und eine hardwarebasierende für die Streckenfahrt. Weiterhin dient ein GSM-R Zugfunkgerät der Verständigung mit angeschlossenen Stellen. Zusätzlich war ein EBuLa-Gerät vorhanden, welches mit dem Betriebssystem Windows 95 arbeitete. Diese EBuLa-Geräte wurden wieder ausgebaut. Im Januar 2014 wurden neue EBuLa-Geräte mit Windows XP nachgerüstet.
Im März 2022 wurde ein Auftrag zum Einbau von ETCS-Fahrzeuggeräten (nach SRS 3.6.0) in Triebwagen der Baureihe 711.1 an Stadler Rail vergeben und im Januar 2023 kommuniziert. Der Auftrag beinhaltet einen Prototyp (First of Class) und zwei Serienumbauten. Er umfasst eine Option über 15 weitere Fahrzeuge. Im Januar 2024 begann die Ausrüstung eines Fahrzeugs (First of Class). Der Auftragswert für die First-of-Class-Umrüstung liegt in einer Größenordnung von fünf Millionen Euro, die der Serienumrüstung bei etwa 300.000 Euro je Fahrzeug.

## Brände

### Triebwagen 711 120
Am 16. Februar 2012 brannte der Triebwagen 711 120 in Bienenbüttel auf der Bahnstrecke Lehrte–Hamburg-Harburg. Ursache war eine Leckage an einem Hydrauliklüftermotor, wodurch Ölaerosol austrat, das sich anschließend entzündete. Das Fahrzeug wurde abgestellt und später ausgesondert.

### Triebwagen 711 112
Der Triebwagen 711 112 geriet am 9. Juli 2020 in Brand und rollte führerlos circa 22 Kilometer über die Strecke der Schwarzwaldbahn. Ursächlich für den Brand war eine zum obigen Fall ähnliche Undichtigkeit im Hydrauliksystem, die zur Freisetzung eines Hydraulikölaerosols führte. Durch die Hitzeeinwirkung des Turboladers entzündete sich das Gemisch unterhalb des Fahrzeugs. Das Feuer blieb zunächst unbemerkt. In Folge der Brandeinwirkung kam es zur Beschädigung eines benachbarten Kabelkanals und der Auslösung einer Zwangsbremsung zwischen den Bahnhöfen Hausach und Haslach. Dabei fiel auch die Stromversorgung des Bedienpults aus. Der Triebfahrzeugführer und ein ebenfalls anwesender Triebfahrzeugbegleiter verließen das Triebfahrzeug zu Erkundungszwecken. Der Triebfahrzeugführer hatte zuvor die elektrisch gesteuerte Federspeicherbremse betätigt, bemerkte dabei aber nicht, dass diese aufgrund des Stromausfalls nicht angelegt werden konnte. In Folge des Brandes platzte ein Bremsschlauch, sodass sich das Fahrzeug auf der abschüssigen Strecke erneut in Bewegung setzte. Bremsversuche des aufgesprungenen Triebfahrzeugführers scheiterten aufgrund der vorhandenen Beschädigungen am Bremssystem. Da das Fahrzeug lediglich über einen einzigen Bremskreis verfügte, war die gesamte Bremsanlage wirkungslos. Der Triebfahrzeugführer brachte sich durch einen Absprung bei niedriger Geschwindigkeit in Sicherheit. Während der folgenden führerlosen Fahrt über eine Strecke von mehr als 21 Kilometern steckte das Fahrzeug mehrere Böschungen in Brand.
Der zuständige Fahrdienstleiter versuchte das Fahrzeug durch ein Halt zeigendes Signal und der damit normalerweise einhergehenden PZB-Zwangsbremsung im Bahnhof Haslach zu stoppen. Da die Bremsanlage funktionslos und die Stromversorgung des PZB-Rechners ausgefallen waren, hatte das Signal keine Wirkung. Zwei weitere Versuche, das Fahrzeug mittels Hemmschuhen in Steinach und Biberach zu stoppen, scheiterten ebenfalls. Polizeifahrzeuge begleiteten die Geisterfahrt auf den nebenliegenden Straßen und sicherten mehrere Bahnübergänge. Schließlich wurde der Triebwagen durch eine gezielte Entgleisung an einer Gleissperre in Gengenbach zum Stillstand gebracht und dort von der Feuerwehr gelöscht. Am Fahrzeug entstand Totalschaden.
Das Ereignis trat durch eine Verkettung verschiedener technischer Faktoren ein. Das Eisenbahn-Bundesamt ordnete daher mehrere technische Veränderungen zur Risikominimierung an. Dazu gehört auch die Überarbeitung der Druckluftbremsanlage, um einen vollständigen Verlust der Bremswirkung bei einem einzelnen Fehler zu verhindern.
Die DB Netz ordnete daraufhin eine Überprüfung aller Fahrzeuge der Baureihe 711.1 mit Fokus auf die Hydrauliksysteme an und tauschte in diesem Rahmen bis Anfang 2023 vorsorglich alle Hydraulikmotoren aus.

### Triebwagen 711 119
Am 20. Januar 2023 gab es ebenfalls einen Unfall mit einem Triebwagen der Baureihe 711.1. Diesmal war der Triebwagen 711 119 bei Freilassing betroffen. Das in Brand geratene Fahrzeug setzte sich nach Beginn der Löscharbeiten wieder in Bewegung und rollte brennend sechs Kilometer, bis es kurz vor der Staatsgrenze auf ein Stumpfgleis geleitet und durch einen Prellbock aufgehalten wurde.

### Triebwagen 711 115
In der Nacht vom 8. zum 9. Februar 2023 brannte der Triebwagen 711 115 in Dresden-Niedersedlitz. Dabei konnte das Fahrzeug noch vor dem Eintreffen der Feuerwehr gegen Wegrollen gesichert werden.

### Triebwagen 711 117
Am 13. Juni 2024 geriet der Triebwagen 711 117 zwischen Gruiten und Hochdahl in Brand.
Nach dem Brand ordnete die DB InfraGO zunächst eine Verringerung der Höchstgeschwindigkeit auf 60 km/h an und benachrichtige am 21. Juni das Eisenbahn-Bundesamt, dass sie die Bewegung der Baureihe unter eigenem Antrieb bis zum Abschluss der Branduntersuchung vollständig untersagt hat und die Fahrzeuge nur noch von Lokomotiven gezogen einsetzt.

### Triebwagen 711 106
Am 13. Juli 2024 kam es beim 711 106 im Bahnhof Waghäusel zu einem Vorfall mit Rauchentwicklung.